# Nesselwängle
Nesselwängle ist eine Gemeinde mit 465 Einwohnern (Stand 1. Jänner 2025) im Bezirk Reutte in Tirol (Österreich). Die Gemeinde liegt im Gerichtsbezirk Reutte.

## Geographie
Die Gemeinde liegt im Tannheimer Tal zwischen dem Haldensee im Norden und dem Dorf Gaicht sowie dem Weißenbach im Süden. Der gleichnamige Hauptort ist Sitz der Gemeindeverwaltung. Das Gebirge zählt zu den Tannheimer Bergen.
Nesselwängle liegt im südöstlichen Beginn des Tannheimer Tales und ist flächenmäßig dessen drittgrößte Gemeinde. Zu Nesselwängle gehören die Ortsteile Rauth in steiler Hanglage, Schmitte an der Straße und Haller am Haldensee.

### Gemeindegliederung
Das Gemeindegebiet umfasst folgende drei Ortschaften (Einwohner Stand 1. Jänner 2025):
- Haller (43)
- Nesselwängle (388)
- Rauth (34)

### Nachbargemeinden
| Grän     |                                             | Musau              |
| Tannheim | Kompassrose, die auf Nachbargemeinden zeigt | Wängle             |
|          |                                             | Weißenbach am Lech |

## Geschichte
Nesselwängle wurde im 14. Jahrhundert von Reutte her besiedelt. Der Ort wurde 1434 urkundlich erstmals als „Nesselwänglin“ erwähnt. Der Name bedeutet Wiesenhang (siehe Wang) mit Brennnesseln (althochdeutsch nezzila). Der Tiroler Kartograph Peter Anich bezeichnete den Ort im 18. Jahrhundert als „Klein Nesselwang“ zur Unterscheidung von Groß Nesselwang an der Wertach.
Von Bedeutung war im Mittelalter der Salztransport von Hall in Tirol durch das Tannheimer Tal ins Allgäu, womit sich die Bauern einen Nebenverdienst erwarben.
Kirchlich gehörte Nesselwängle zur Pfarre Tannheim. 1891 wurde der Ort eigene Pfarrei.

## Kultur und Sehenswürdigkeiten

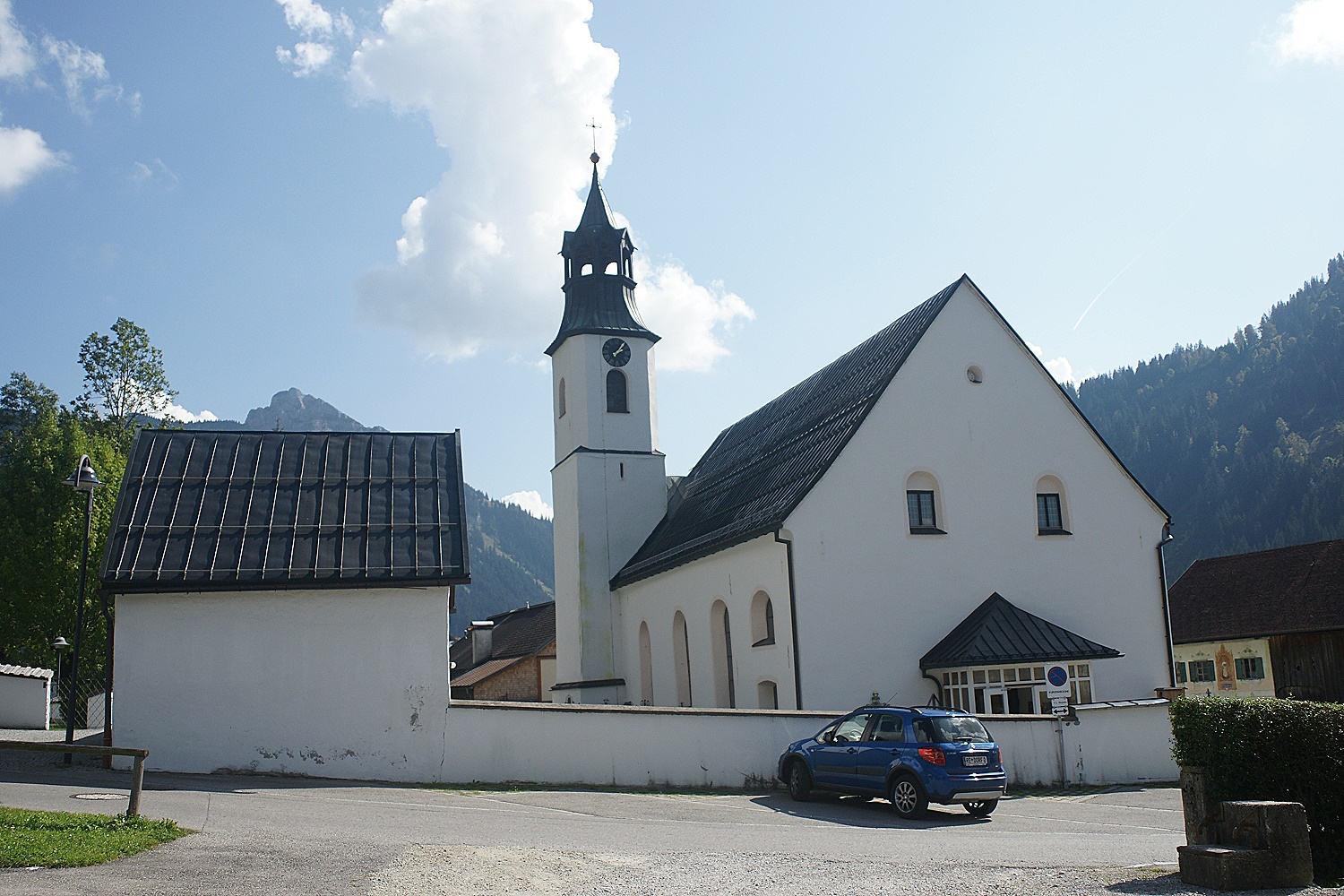
Pfarrkirche Nesselwängle

### Bauwerke
- Katholische Pfarrkirche Nesselwängle Unsere Liebe Frau Mariä Himmelfahrt

### Berge
Schartschrofen, Gimpel, Rote Flüh, Kellenspitze, Schneid, Gehrenspitze, Gaichtspitze, Hahnenkamm, Krinnenspitze, Litnisschrofen, Leilachspitze
Siehe auch Liste der Berge der Tannheimer Gruppe.

### Seen
Haldensee (im Ortsteil Haller)

### Hütten und Almen
Gessenwangalm, Gimpelhaus, Gimpelalpe, Haldenseehaus, Tannheimer Hütte, Krinnenalpe, Nesselwängler Edenalm, Gräner Ödenalpe,

### Veranstaltungen
- Ballonfestival
- „Gauditourenlauf“ zur Krinnenalpe
- Dorfabende mit der Musikkapelle Nesselwängle und dem Männergesangsverein Alpenklang
- Luftgewehrschießen für Gäste[1]

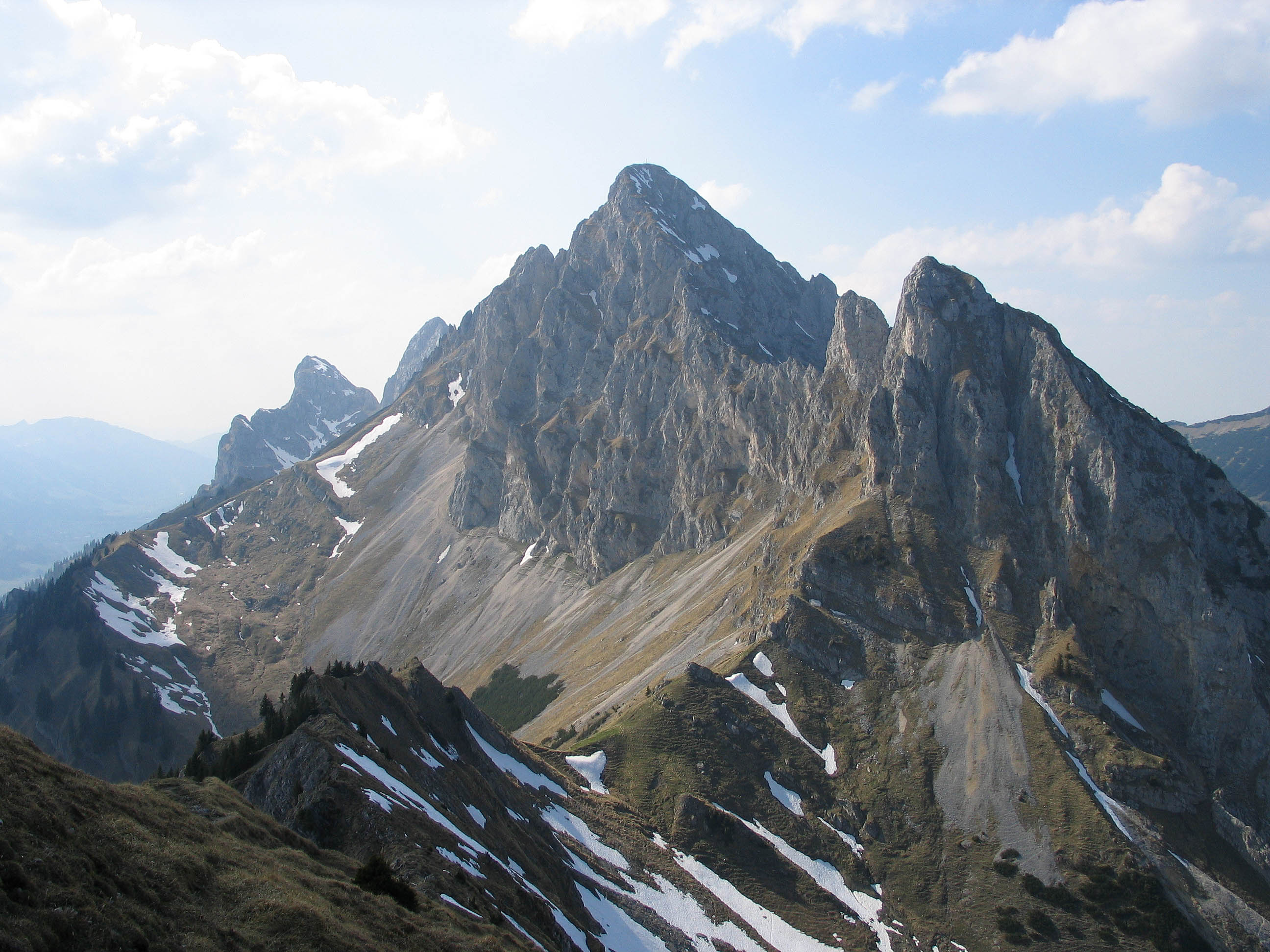
Köllenspitze von der Schneid
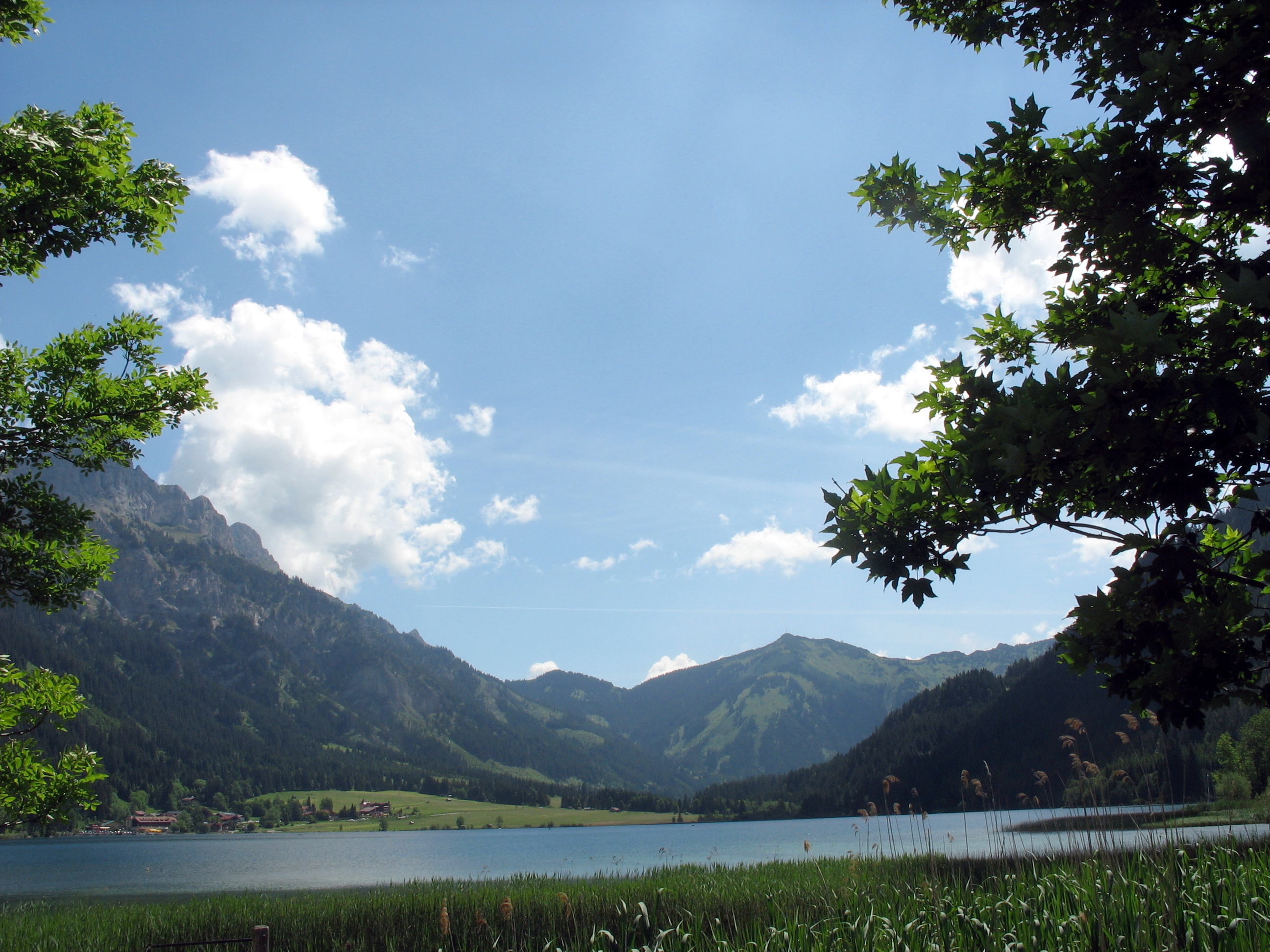
Haldensee
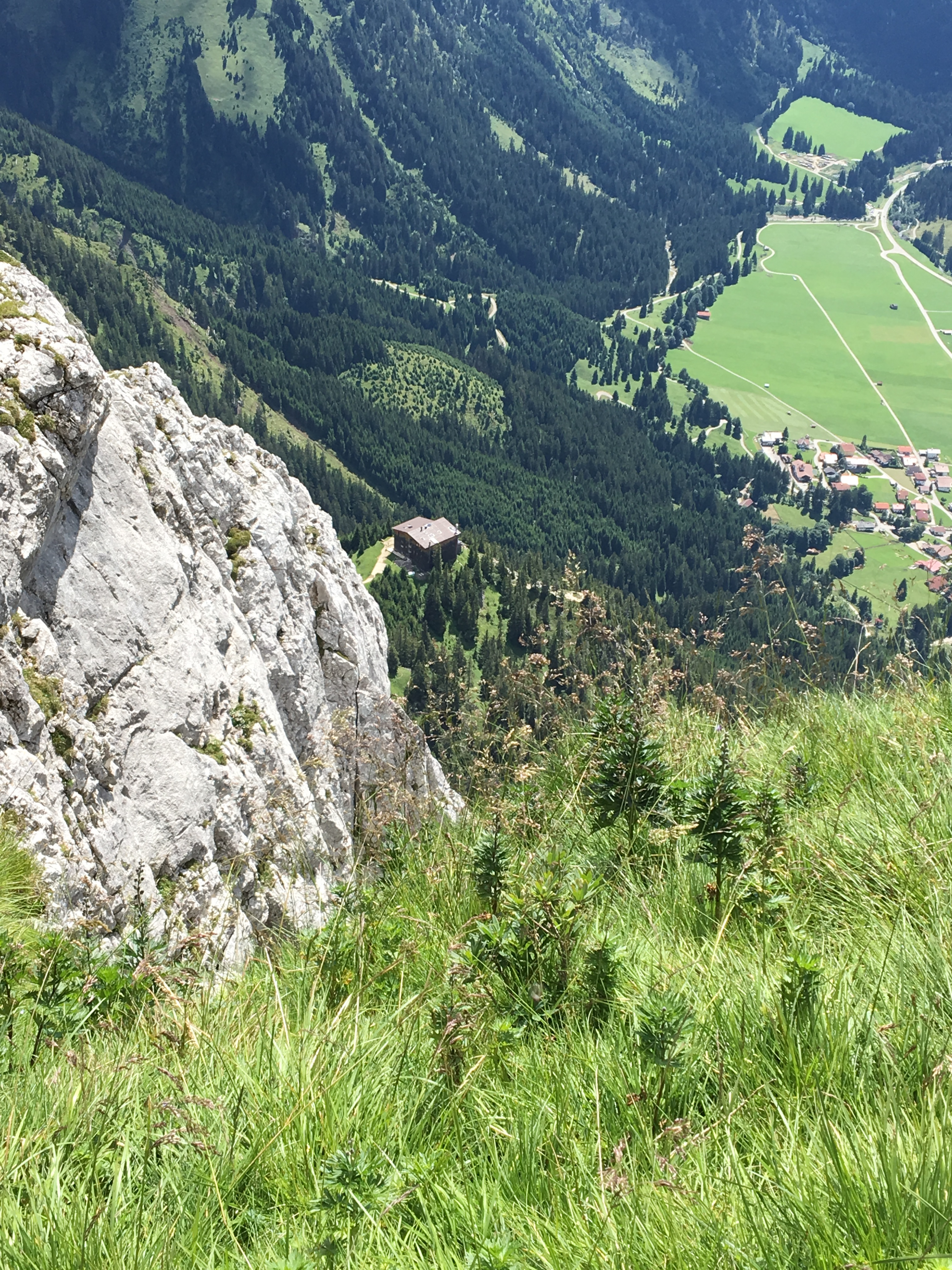
Blick von der Roten Flüh auf das Gimpelhaus
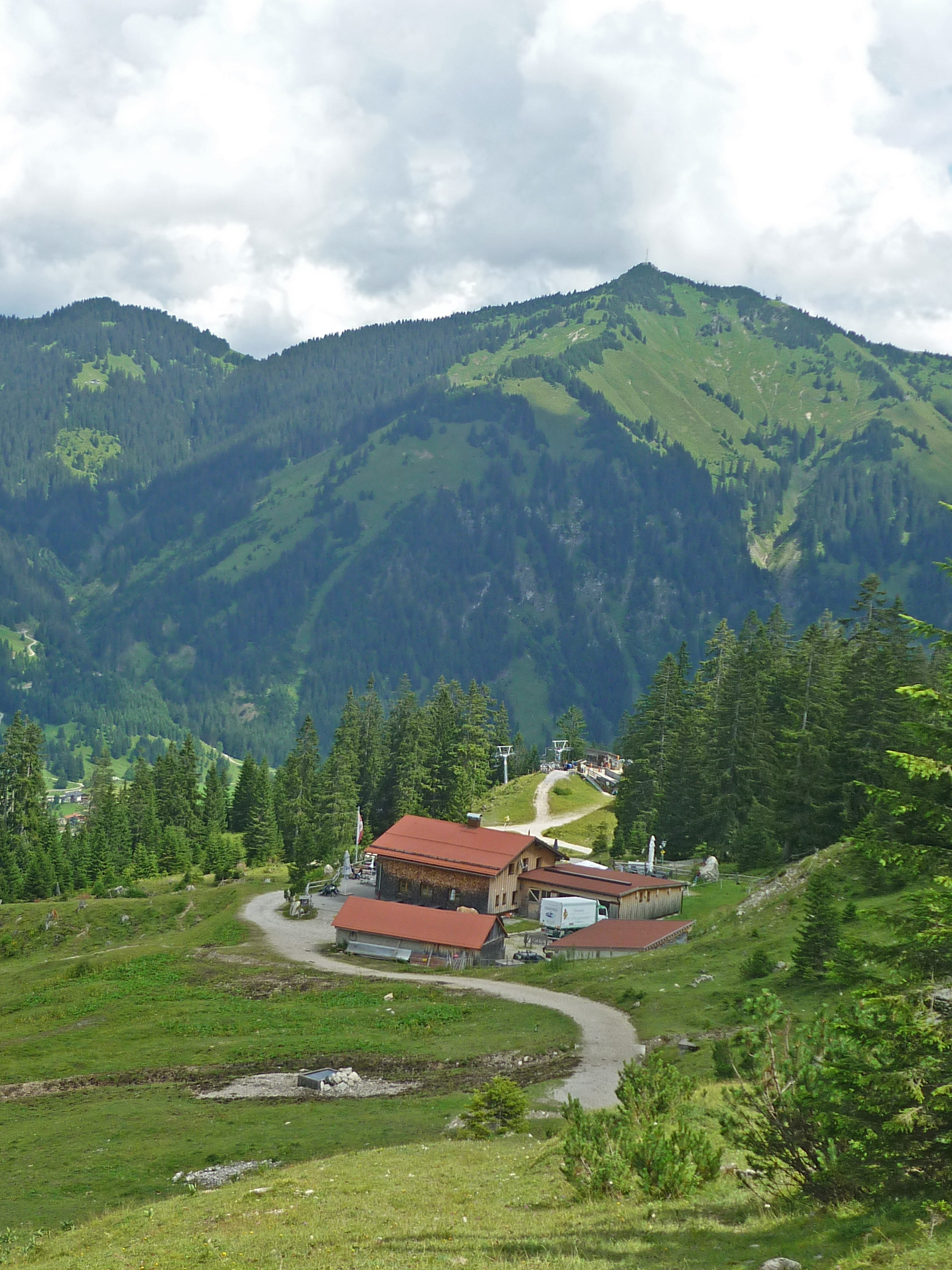
Krinnenalpe
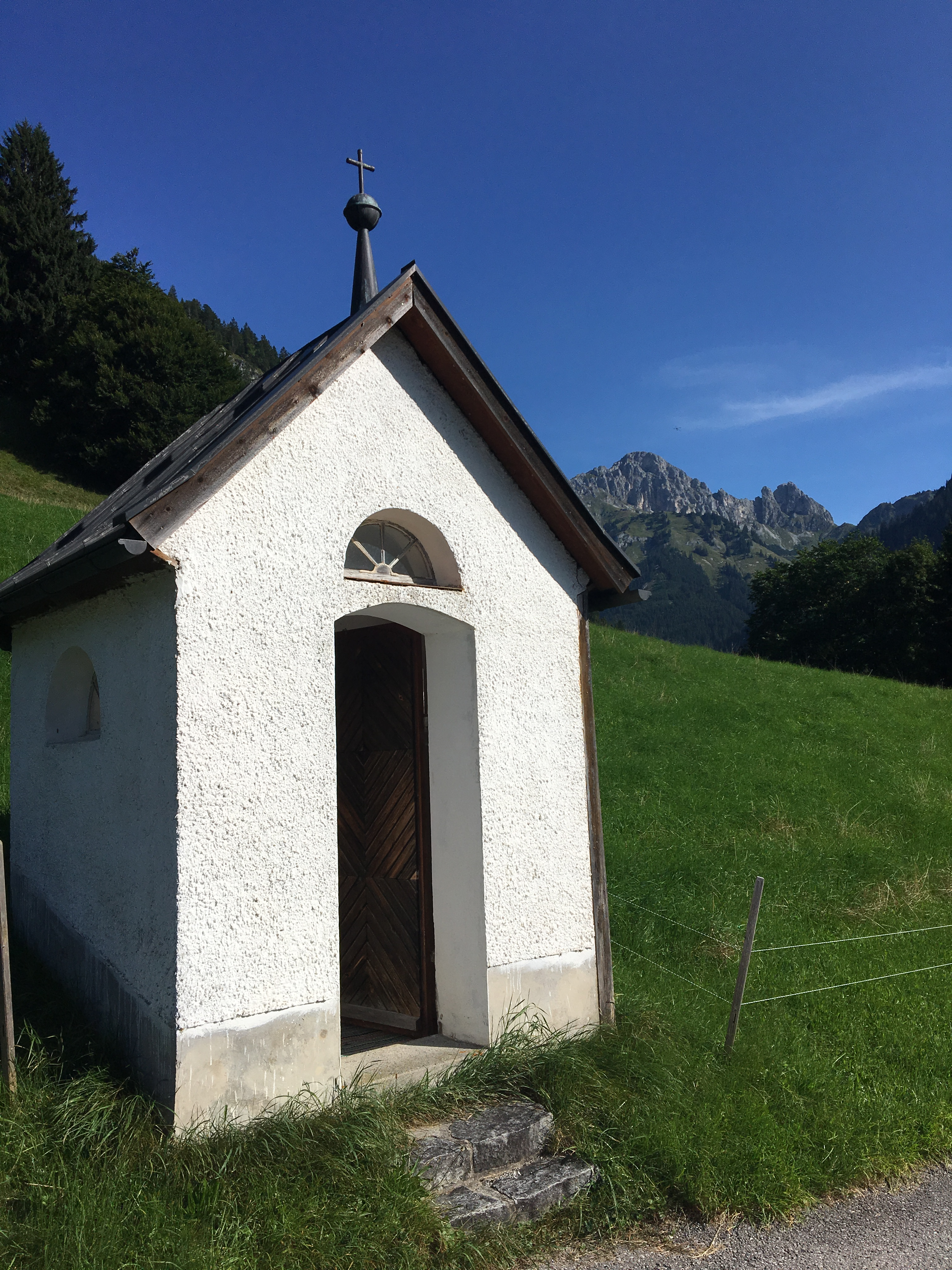
Regenbogenkapelle auf dem Weg nach Rauth
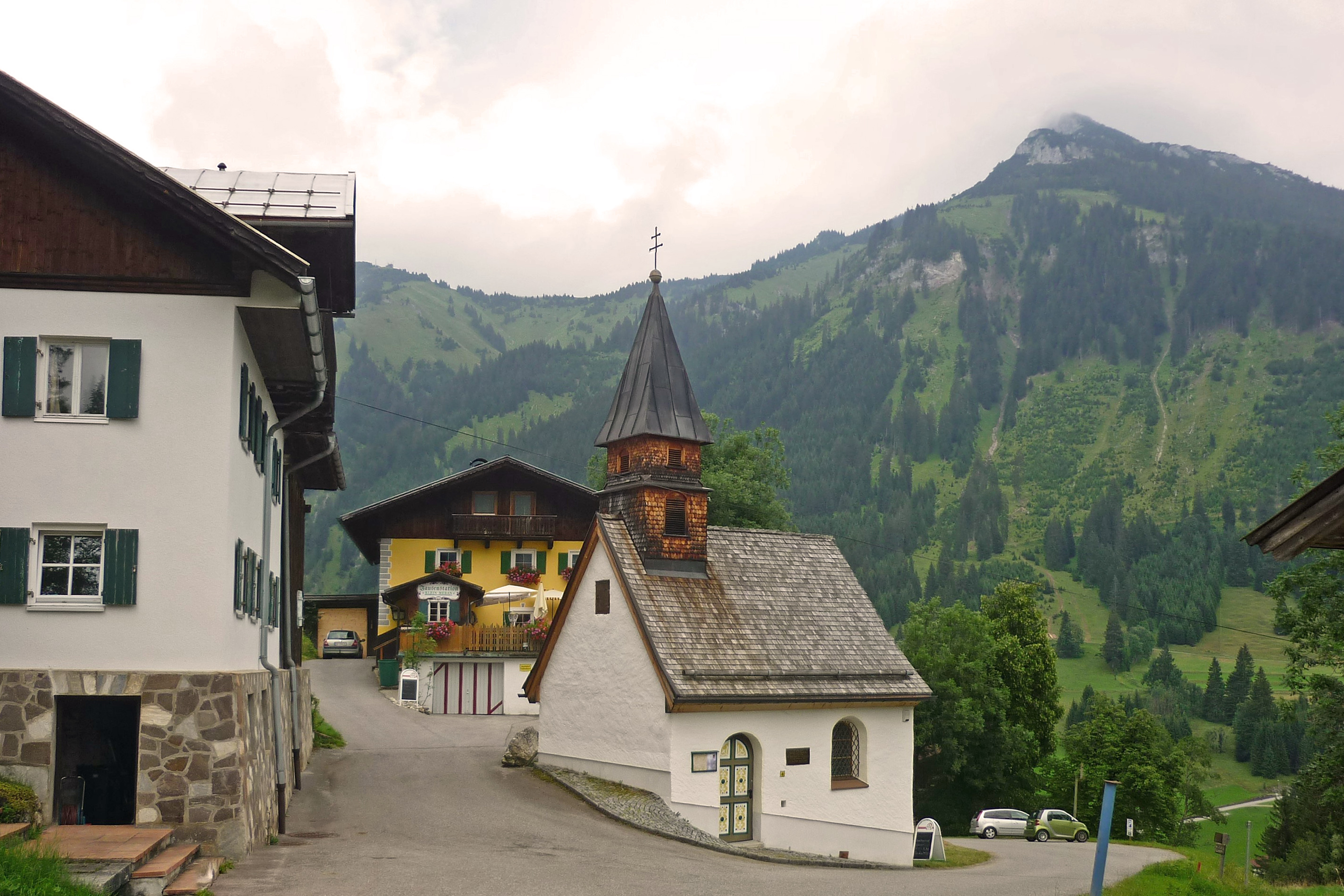
Ortsteil Rauth mit Dreifaltigkeitskapelle
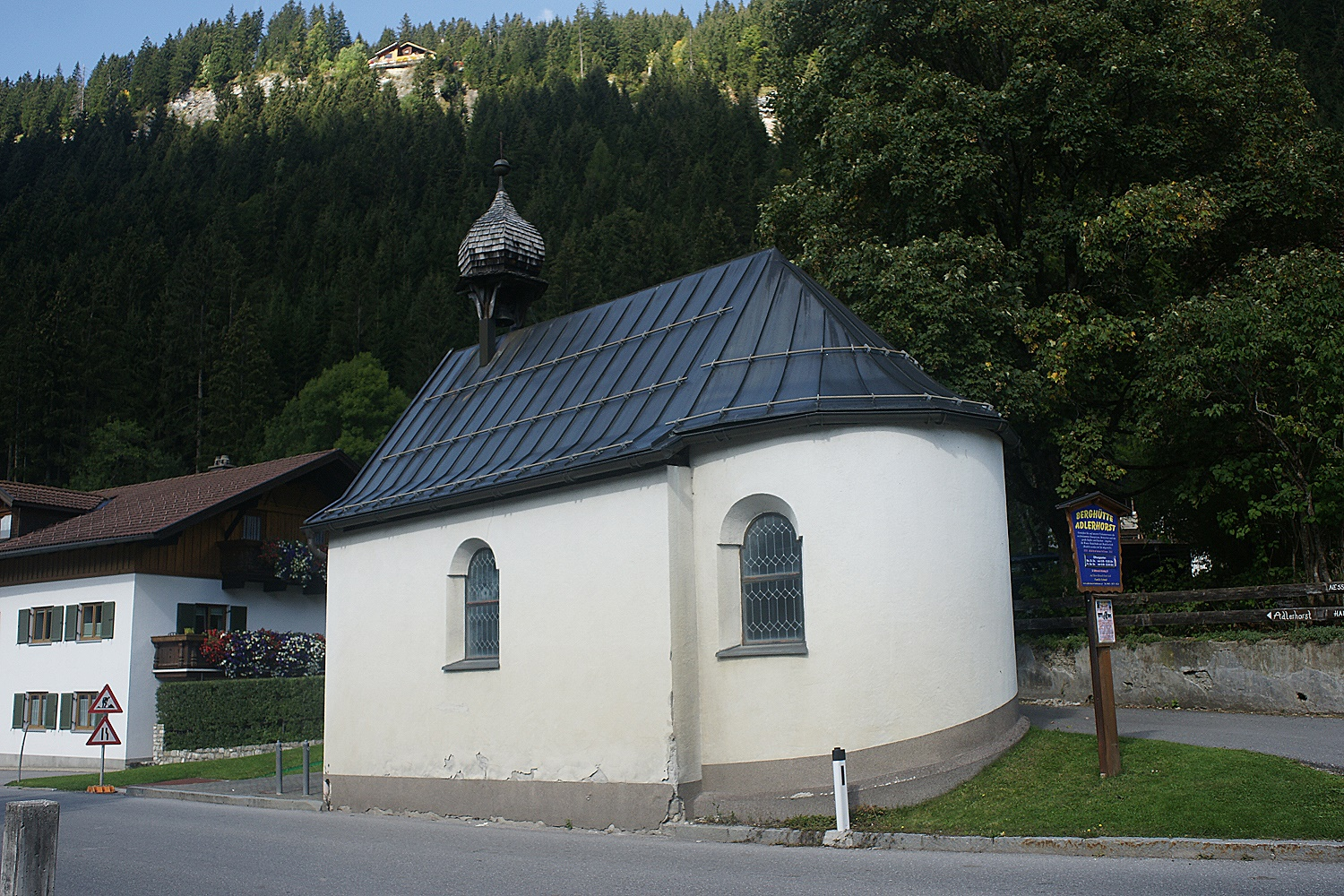
Ortsteil Haller mit Johanneskapelle

## Wirtschaft und Infrastruktur
Nesselwängle ist überwiegend durch den Tannheimer Taler Ski- und Wandertourismus geprägt. Es gibt viele Ferienwohnungen, Hotels und Pensionen im Ort. Das Ski- und Wandergebiet Krinnenalpe ist vom Ort aus zu Fuß oder mit dem Auto gut zu erreichen. 2012 wurde der Hochseilgarten Kletterwald Tannheimer Tal am Fuße der Krinnenspitze eröffnet. Es gibt mit Stand 2025 eine Bäckerei, ein Sportgeschäft und ein Friseurstudio sowie die Liftgesellschaft Nesselwängle, seit Februar 2024 sind die Liftanlagen allerdings außer Betrieb.

### Verkehr
- Straße: Nesselwängle ist mautfrei über die Tannheimer Straße B 199 vom Engetal, dem Gaichtpass oder dem Oberjochpass erreichbar.

## Politik

### Gemeinderat
In den Gemeinderat werden elf Mandatare gewählt:
| Partei                             | 2022  | 2022    | 2016  | 2016    | 2010  | 2010    |
| Partei                             | %     | Mandate | %     | Mandate | %     | Mandate |
| ---------------------------------- | ----- | ------- | ----- | ------- | ----- | ------- |
| Wir für Nesselwängle (WFN)         | 59,58 | 7       |       |         |       |         |
| Gemeinsam stark (GS)               | 27,87 | 3       |       |         |       |         |
| Plan B – Der Andere Weg (Plan B)1) | 12,54 | 1       | 16,61 | 2       |       |         |
| Wirtschaft-Fortschritt             |       |         | 56,46 | 6       | 49,48 |         |
| Bürger und Bauern                  |       |         | 26,94 | 3       | 28,22 |         |
| Bürgernahe Liste Nesselwängle      |       |         |       |         | 22,30 |         |

1) Die Partei trat 2016 unter dem Namen „Plan B – Der Andere Weg“ an.

### Bürgermeister
- bis 2022 Klaus Hornstein.[10]
- seit 2022 Hubert Mark[7]

### Wappen
Im Jahr 1966 wurde der Gemeinde folgendes Wappen verliehen: Von Silber und Grün schräglinks geteilt, auf der Teilungslinie drei grüne Nesselblüten.

### Partnergemeinde
Partnerdorf von Nesselwängle ist Nesselwang (Bayern)  Deutschland.

## Persönlichkeiten
- Lorenz Zotz der Ältere (1862–1903), Stuckkünstler
- Hubert Zotz (1875–1960), Stuckkünstler
- Lorenz Zotz der Jüngere (1902–1985), Stuckkünstler
- Aemilian Hubert 'Emilian' Zotz (1907–unbekannt), Stuckateur und Marmorist
- Ämilian Zotz (1908–1984), Stuckkünstler
- Ulrike Haunschmid (* 1945), Politikerin (FPÖ) und Gastwirtin